# Karol Estreicher (der Ältere)

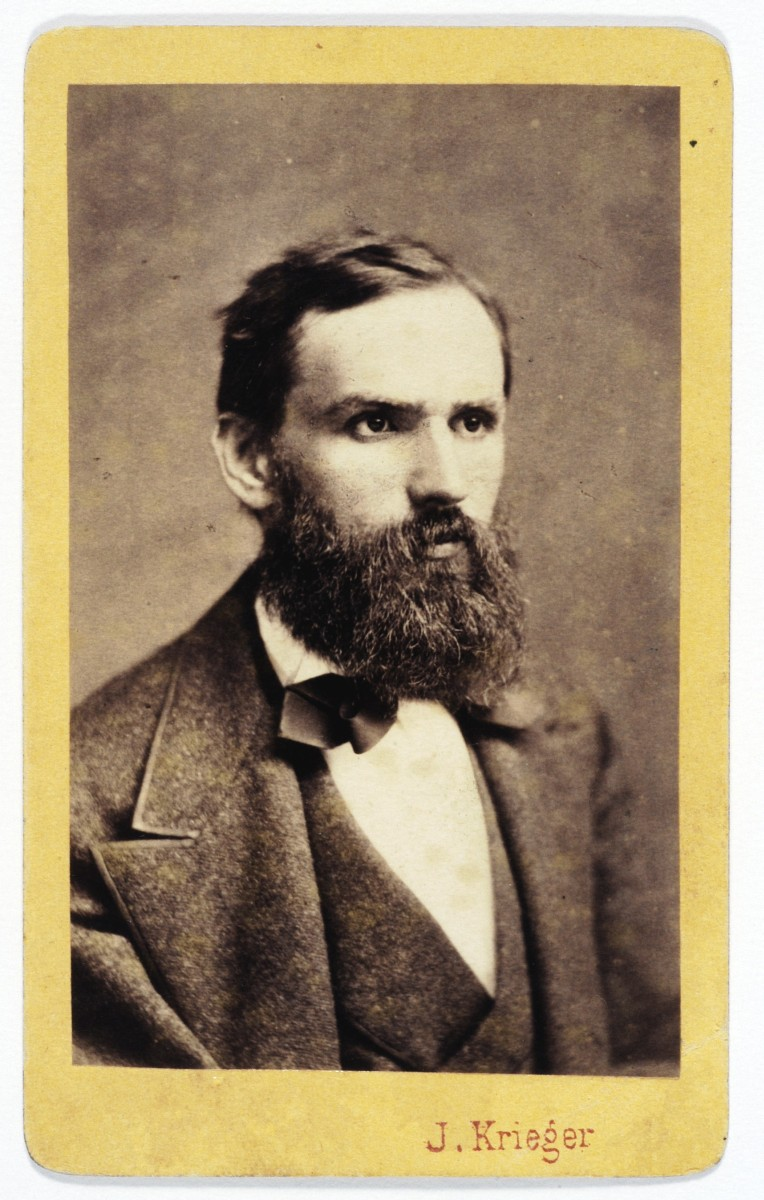
Karol Estreicher, nach 1864

Karol Józef Teofil Estreicher (auch Karl Estreicher Ritter von Rozbierski; Karl Josef von Estreicher; Karl Joseph Theofil von Estreicher; Pseudonym J. Krupski; * 22. November 1827 in Krakau, Kaisertum Österreich; † 30. September 1908 in Krakau Österreich-Ungarn) war ein polnischer Bibliothekar (langjähriger Direktor der Krakauer Jagiellonischen Bibliothek), Bibliograf und Übersetzer. 

## Leben
Karol Estreicher entstammte dem Krakauer Familienzweig der Estreicher. Seine Eltern waren der Botaniker Alojzy Rafał Estreicher und Antonina geb. Rozbierska.
Nach dem Abitur 1843 studierte er bis 1845 an der Krakauer Universität Philologie und anschließend bis 1848 Rechtswissenschaften. Danach war er bis 1855 Gerichtsreferendar in Krakau und anschließend bis 1862 in Lemberg. 1862 wurde er Notar am Gericht in Wojnicz. Im gleichen Jahr siedelte er nach Warschau über, wo er Stellvertretender Direktor der Bibliothek der Warschauer Hochschule (anstelle der geschlossenen Universität) und 1865 auf den Lehrstuhl für Bibliographie berufen wurde. 1867 erwarb der den Doktor-Grad.
1868 siedelte er nach Krakau um, wo er bis 1905 Direktor der Jagiellonischen Universitätsbibliothek war.
1872 wurde er ordentliches Mitglied der von ihm mitbegründeten Polnischen Akademie der Gelehrsamkeit (PAU). Von 1870 bis 1908 war er Herausgeber der ersten 22 Bände der «Bibliografia Polska». Dieses Werk setzten sein Sohn Stanisław († 1939) und sein gleichnamiger Enkel Karol bis 1951 fort.

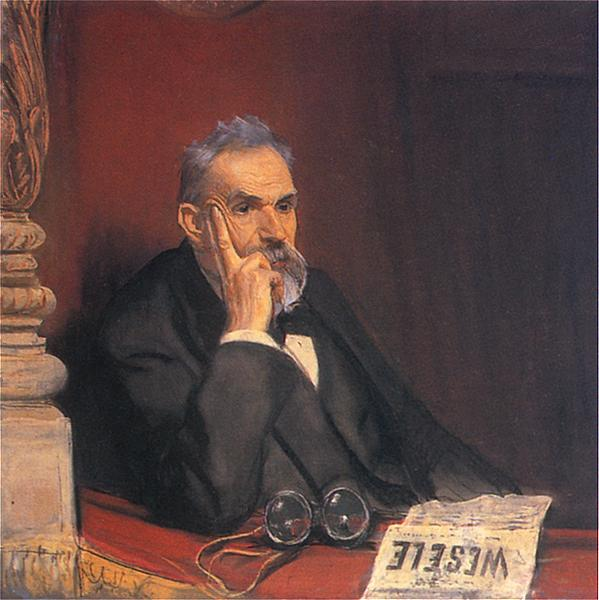
Karol Estreicher in der Theaterloge, Bild von Leon Wyczółkowski, 1905

1881 wurde er vom österreichischen Kaiser Franz Joseph I., der zugleich Großherzog von Krakau war, als Karl Estreicher Ritter von Rozbierski in den Adelsstand erhoben; 1905 verlieh er ihm den Titel eines österreichischen Hofrats.
Karl Estreicher, der etwa 700 Abhandlungen verfasste, übersetzte neben seiner wissenschaftlichen Tätigkeit etwa 30 französische, deutsche, italienische und spanische Theaterstücke.

## Werke
- Bibliografia polska [Polnische Bibliographie], 22 Bände, 1870 ff.
- Teatra w Polsce [Das Theater in Polen], 3 Bände, 1873–1879